# 严幼韵
嚴幼韻（Juliana Young Koo，1905年9月26日—2017年5月24日），天津人，祖籍浙江慈溪。联合国国际公务员，杨光泩遗孀，1959年駐美大使顾维钧与妻子离婚后，嚴幼韻与顾维钧结婚。2017年5月24日逝世，享嵩壽111歲240天。也是一位超級人瑞，老人學研究組織於2024年證實她的年齡。

## 生平
1905年(光緒三十一年)生於天津，出于费市严家，祖父嚴信厚乃清季大吏李鴻章幕僚，為上海鉅富。父親為實業家嚴子均，严幼韵自称其生母是其父第二任妻子，但其父嫡妻张氏直至1919年严幼韵15周岁时仍在世，当时其母已40周岁，且其母杨氏并无扶正记载，可知严幼韵所言不实，杨氏为妾，所生三女均为庶女。1925年，入讀滬江大學，1927年轉入復旦大學商科，成為復旦首屆女畢業生。後嫁清華大學教授楊光泩。1930年代严幼韵与杨光泩的上司顾维钧长期婚外情，因此丑闻，1941年杨光泩被派往菲律宾任駐菲律賓領事，嚴幼韻相隨出洋。1942年初，日軍攻佔馬尼拉，楊光泩遭拘禁，4月17日被日軍槍殺。太平洋戰爭結束，嚴幼韻攜三女楊蕾孟、楊雪蘭及楊葸恩前往紐約，成为顾维钧的情妇。后通过顾维钧的关系到联合国做文员，直至1959年10月聯合國大會結束後退休。1956年顾维钧与妻子离婚，1959年与严幼韵结婚。顧維鈞於1985年去世，享壽97歲。嚴氏晚年喜歡參加社交活動。
2006年9月22日，北京中央電視台「人物」欄目首播了嚴氏的專訪。紐約時報報導，顧夫人長壽的秘訣是：保持一顆愉快的赤子之心，「不運動、不吃藥、不為往事感傷」。
根據張學良的回憶，早在1930年代，還作為楊夫人的嚴幼韻即已經同顧維鈞有染，且並不避忌。
2017年5月24日，严幼韵在纽约家中去世，享寿111岁。

## 家庭
是其父与妾室所生的第三个庶女。她与姐姐严彩韵、严莲韵被合称为“严氏三姐妹”。其长女杨蕾孟（Genevieve Young）为原Bantam Books出版公司副总裁、总编辑；次女杨雪兰为原通用汽车副总裁；幼女杨葸恩（Frances Young）则是金融家与慈善家唐骝千前妻。

## 著作
2015年，她的口述自傳《一百零九個春天：我的故事》发行。